# ウルトラQ怪獣伝説 万城目淳の告白
『ウルトラQ怪獣伝説 万城目淳の告白』（ウルトラキューかいじゅうでんせつ まんじょうめじゅんのこくはく）は、2005年12月22日にジェネオンエンタテインメントより発売されたオリジナルDVD作品。
本作品においてテレビ『ウルトラQ』は、SF作家でもあった万城目淳が実際に体験した出来事をもとに発表した作品という設定である。

## 出演者
- 万城目淳：佐原健二
- 江戸川由利子：桜井浩子
- 戸川一平：西條康彦
- 木村重夫：黒部進

- ナレーター：石坂浩二

## スタッフ
- 監督：金子修介
- 監修：満田かずほ
- 脚本・構成：秋廣泰生
- 美術：池谷仙克
- コーディネーター：桜井浩子

## その他
- 映像特典：金子修介×石坂浩二によるウルトラ対談